# Wilhelm Wislicenus

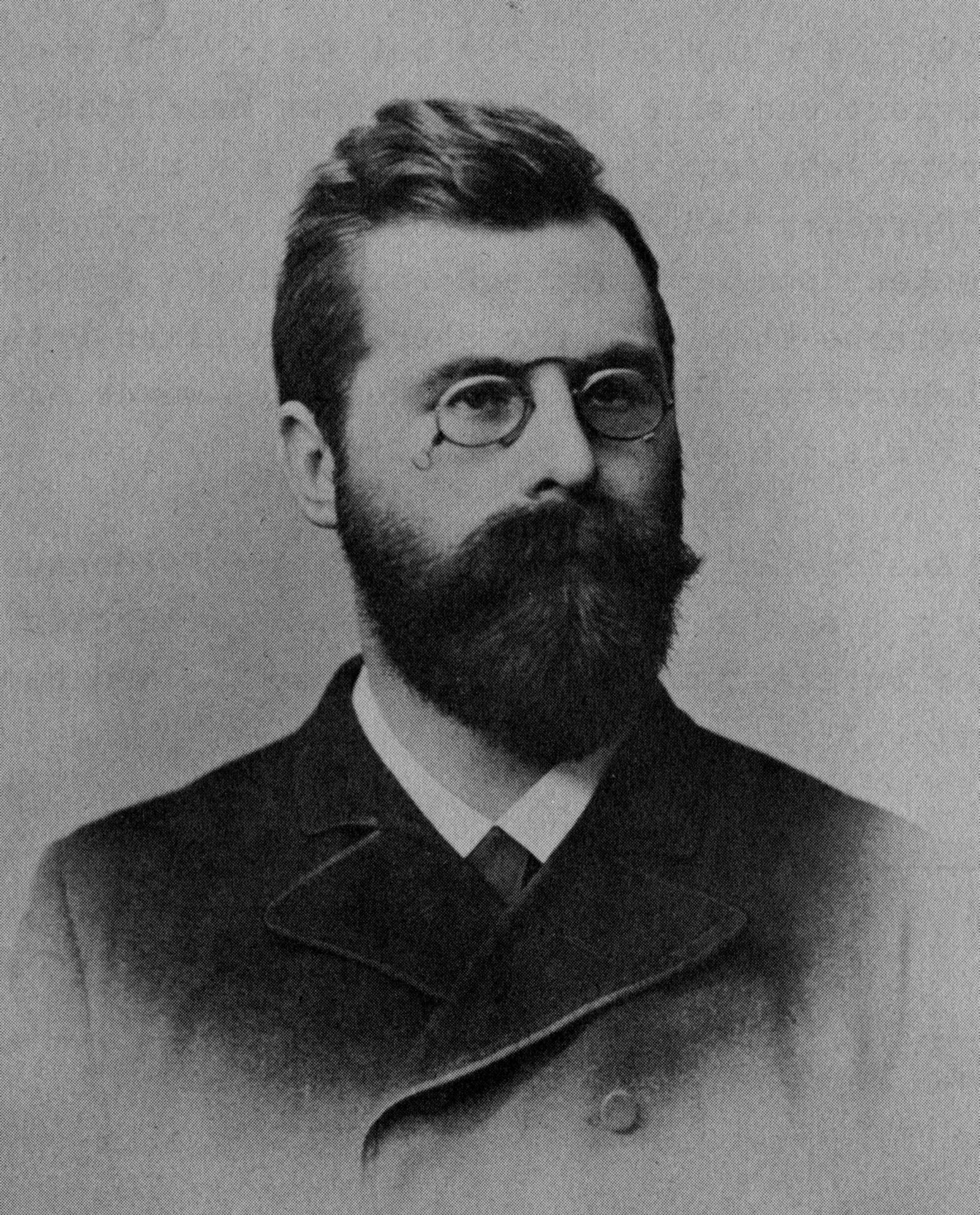
Wilhelm Wislicenus (1890)

Wilhelm Wislicenus (* 23. Januar 1861 in Zürich; † 8. Mai 1922 in Tübingen) war ein deutscher Chemiker und Professor für Organische Chemie an der Universität Tübingen.

## Familie
Wilhelm Wislicenus war der Sohn des Chemikers Johannes Wislicenus und seiner Frau Katharine Sattler. Seine Mutter ist Enkelin des Industriellen und Chemikers Wilhelm Sattler, der die Herstellung von Schweinfurter Grün optimiert hatte.

## Leben und Werk
Er studierte an der Universität Würzburg Chemie, wo sein Vater 1871 die Nachfolge von Adolph Strecker angetreten hatte. Dort wurde er 1885 zum Dr. phil. promoviert, und drei Jahre später habilitiert.
Wislicenus erste Veröffentlichung war Ueber die Einwirkung von Cyankalium auf Phatalid, eine Reaktion, die auch auf andere Lactone übertragbar war.
Er war außerdem aktives Mitglied der Botanischen Vereinigung Würzburg.